# Station Konzen
Station Konzen is een voormalig spoorwegstation langs de Belgische spoorlijn 48 (Vennbahn) bij de Duitse plaats Konzen, een stadsdeel van Monschau. Deze spoorweg werd samen met de Oostkantons in 1919 bij het Verdrag van Versailles aan België toegewezen, alhoewel een groot deel ervan (zoals hier bij Konzen) in Duitsland bleef doorlopen. Van 1991 tot 2001 werd de lijn toeristisch geëxploiteerd door de vzw. Vennbahn.
Het traject van de Vennbahn en de daarbij horende infrastructuur is Belgisch grondgebied, en behoort tot verschillende Belgische gemeenten. Zo ligt het voormalige station van Konzen op het grondgebied van de gemeente Eupen. De andere aan spoorlijn 48 in Duitsland liggende voormalige stations zijn Roetgen, Lammersdorf, Monschau en Kalterherberg.
0,0: Stolberg (Rheinl) Hbf ·
1,1: Stolberg-Schneidmühle ·
2,5: Stolberg Mühlener Bahnhof ·
3,2: Stolberg-Rathaus ·
3,7: Stolberg Altstadt ·
3,8: Stolberg Hammer ·
8,9: Breinig ·
11,7: Hahn ·
13,2: Walheim ·
14,6: Schmithof ·
0,7: Raeren ·
11,7: Roetgen ·
18,2: Roetgen-Süd ·
20,6: Lammersdorf ·
24,2: Konzen ·
28,8: Monschau ·
35,8: Kalterherberg ·
42,8: Sourbrodt ·
Robertville ·
48,1: Nidrum ·
50,1: Weywertz ·
52,8: Faymonville ·
55,3: Waimes ·
58,2: Ondenval ·
62,0: Montenau ·
65,5: Born ·
72,4: Sankt Vith